# Rockpool

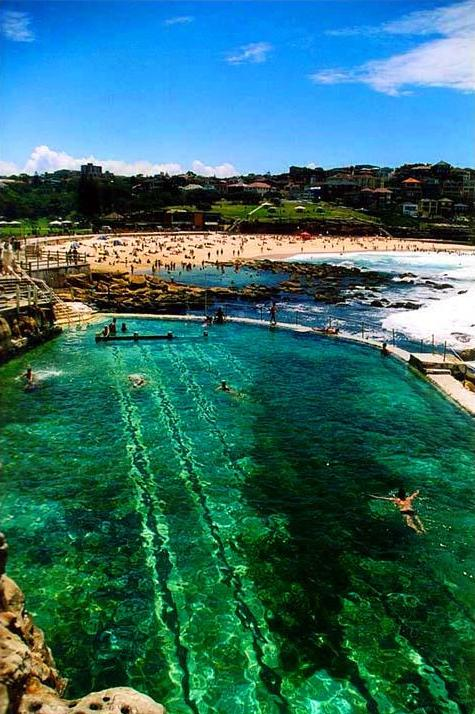
Rock Pool in Bronte Beach bei Sydney

Als Rockpool (englisch rock pool oder ocean pool) werden im englischsprachigen Raum von Menschenhand geschaffene Schwimmbecken genannt, die an der Küste auf felsigem Grund liegen und durch Mauern aus verputzten Ziegelsteinen, natürlichen Bruchsteinen oder aus Beton begrenzt wurden. Sie befinden sich häufig in Verbindung mit Sandstränden. Viele von ihnen werden von den Gezeiten oder von Wellen überspült. Sie bieten dennoch Badenden Schutz vor Brandung, Meeresströmungen und gefährlichen Meerestieren. Die Becken, die nahezu alle kostenlos betreten werden können, sind meist etwa 50 Meter lang.
In Australien, wo es die meisten Rockpools gibt, waren sie für die nationale Geschichte und Kultur bedeutend. Ferner waren sie für die Entwicklung des australischen Schwimmsports in den frühen Jahren um 1910 eine wichtige Voraussetzung. Weiter gibt es Rockpools auch im Vereinigten Königreich, in den Vereinigten Staaten, in Südafrika und auf Malta.
Viele Rockpools in Australien haben ein zusätzliches kleines Nichtschwimmerbecken. Die Bezeichnung Rockpool wird auch für künstlich aufgebaute Felsenlandschaften in öffentlichen Bädern verwendet.

## Australien

### Geschichte
Die meisten Rockpools Australiens wurden mit finanziellen Mitteln kommunaler Gemeinschaften oder der jeweiligen Regierungen in der Absicht gebaut, den Tourismus zu fördern. Lediglich zwei Rockpools wurden durch private Initiativen gebaut. Es sind dies der in den 1920er Jahren erbaute Pearl Beach Rock Pool bei Gosford und das Wylie’s Baths für Frauen am Strand von Coogee.  Am Bau erster Rockpools waren auch Sträflinge beteiligt, die damals nach Australien deportiert worden waren. Weitere Rockpools wurden in der Zeit der Großen Depression gebaut.

#### Denkmalgeschützte Rockpools

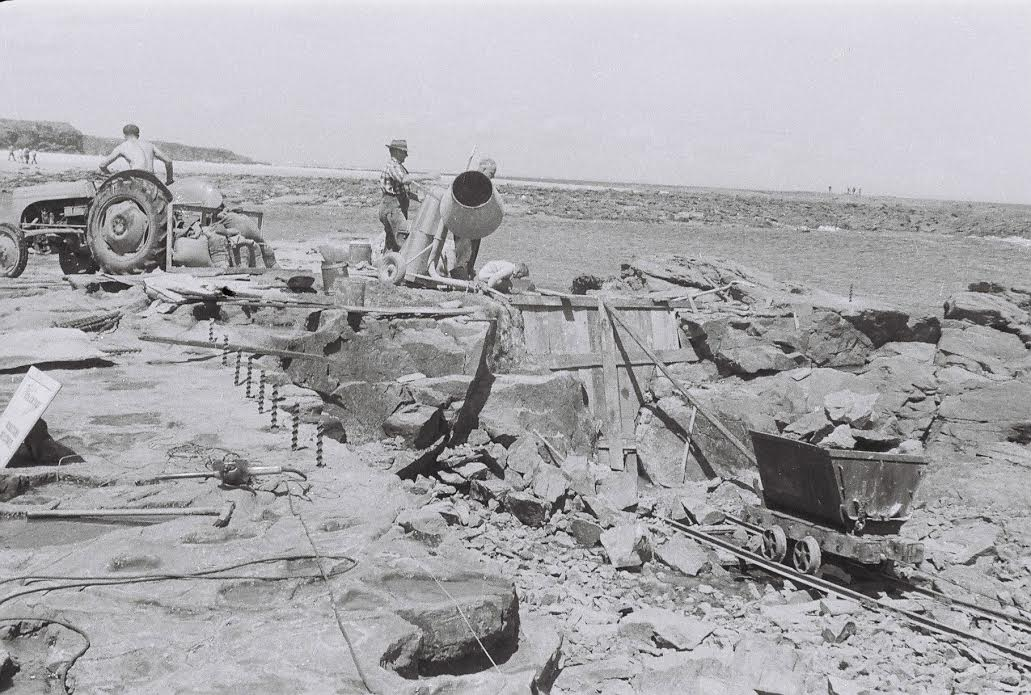
Arbeiter bauen einen Rockpool am Cape Paterson, 1960er Jahre

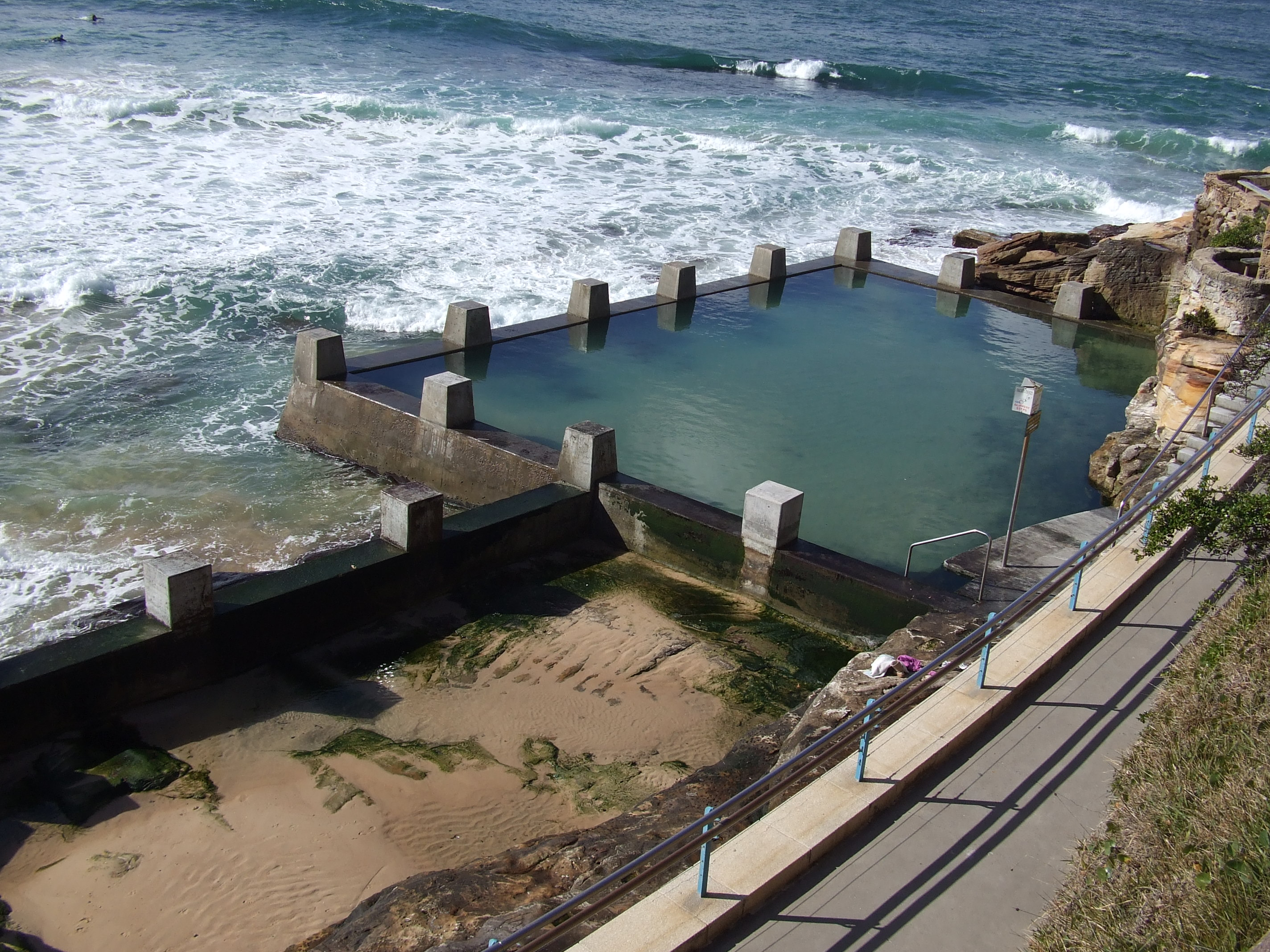
Ross Jones Memorial Pool bei Coogee, einer Vorstadt von Sydney

Der Rockpool McIver Woman’s Bath am Coogee Beach südwestlich des Stadtzentrums von Sydney wurde im Jahr 2011 in die nationale australische Denkmalschutzliste eingetragen. Noch bevor die Europäer in dieses Gebiet kamen, hatten bereits die Aborigines der Eora am Coogee Beach gebadet, die Frauen im südlichen und die Männer im nördlichen Abschnitt des Strandes. Seit 1830 wurde dieser Rockpool von Europäern genutzt. 1870 erfolgte die Ernennung zum offiziellen Badeplatz. Ab 1912 wurde der Rockpool privat betrieben und zum Frauenbad erklärt. Zuvor durften Frauen und Mädchen nur zu eingeschränkten Zeiten die Männerbäder nutzen. Der 22 auf 22 Meter große Rockpool darf bis heute nur von Frauen mit ihren Kindern genutzt werden, wobei Jungen bis ins Alter von 13 Jahren in Begleitung ihrer Mutter auch dort baden dürfen.
Es gibt zwei weitere in die Denkmalliste eingetragene Rockpools. Das Wylie’s Baths, das auch am Strand von Coogee liegt, und Bogey Hole bei Newcastle. Bogey Hole ist der erste historische Rockpool in Australien überhaupt. Das Schwimmbecken, das von 1819 bis 1822 gebaut wurde, schufen Sträflinge auf Anweisung des damaligen englischen Stadtkommandanten von Newcastle, der es für sich bauen ließ. Es wurde im Jahr 1863 für die Öffentlichkeit freigegeben und 1883 auf die heutige Größe erweitert.

#### Kulturgeschichte
Einer der ersten Gouverneure der damaligen britischen Strafkolonie, Lachlan Macquarie (1762–1824), erkannte die Bedeutung des Badens in den warmen Gewässern Australiens für die Regeneration und Gesundheit der damaligen Bevölkerung. Er erließ ein Edikt, das das Baden zwar empfahl, aber dies auf ein Baden in Nähe von bewohnten Siedlungen einschränkte.
Als 1826 das erste Badehaus eröffnet worden war, waren lediglich Männer zugelassen, und die ersten Frauenbadehäuser entstanden in den 1830er Jahren. 1833 wurden gesetzliche Regelungen erlassen, die ein Baden nur in der Nähe bzw. im Blickfeld von kommunalen Hafenanlagen, Kais, Straßen, Wegen und Brücken erlaubten. Allerdings schränkte das Gesetz die Badezeiten ein und erlaubte dies nur von 6:00 bis 20.00 Uhr. Verstöße dagegen waren mit einer Geldstrafe von einem £ belegt.
Der größte Teil der damaligen Bevölkerung Australiens konnte nicht oder nur eingeschränkt schwimmen. Ferner musste man damals umfänglich bekleidet ins Wasser gehen, was die Bewegungsmöglichkeiten nicht nur erheblich erschwerte, sondern auch zusätzliche Ertrinkungsgefahren für ungeübte Schwimmer nach sich zog. Beispielsweise sind die Sandstrände für Nichtschwimmer gefährlich, wenn diese ungewollt in Bereiche geraten, die Schwimmfähigkeiten erfordern. All dies waren Gründe, dass Rockpools bei der Bevölkerung sehr beliebt wurden, denn sie sind räumlich überschaubar und hatten geringe Wassertiefen. Beispielsweise hat das McIver Woman’s Bath lediglich eine durchschnittliche Wassertiefe von 1,5 Metern.

#### Sportgeschichte
Als man im frühen 19. Jahrhundert die Bedeutung des Personen- und Gütertransports auf Wasserwegen für Australien erkannte, entwickelten sich die Schwimmaktivitäten nicht nur zur Freizeitgestaltung, sondern auch als Sport. Parallel dazu war man sich auch bewusst, dass ein Rettungswesen an den Stränden und Rockpools erforderlich war, und die australische Schwimm- und Strandkultur entstand. Schwimmen war nicht nur lebensrettend, sondern wurde auch ein bedeutender australischer Sport. 1903 kam es ferner zu einer Auflockerung der rigiden Schwimmbekleidung. Mit der Entwicklung des Schwimmsports wurden zahlreiche Rockpools in der Zeit um 1910 zu Trainingsstätten für australische Schwimmsportler. Ein Beispiel bestätigt dies: Mina Wylie, die Tochter des Erbauers von Wylie’s Baths, gewann anlässlich der Olympischen Sommerspiele in Stockholm die Silbermedaille im olympischen Schwimmsport. Die Australierin Fanny Durack gewann in dieser Disziplin vor ihr die Goldmedaille.

### Australische Bundesstaaten

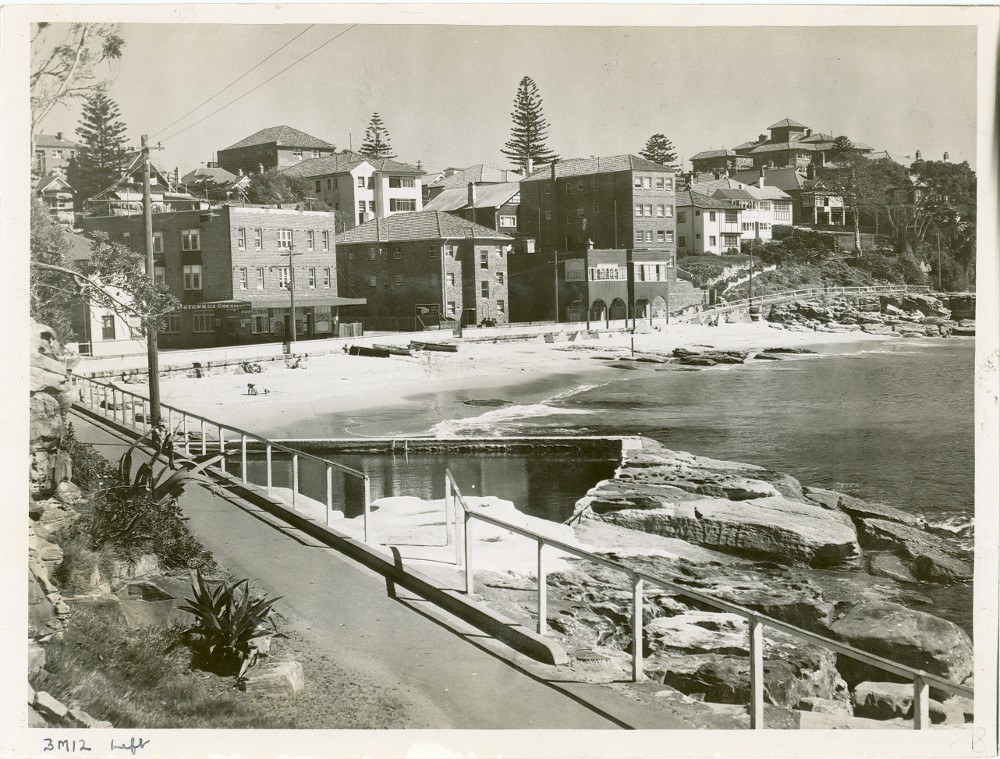
Rockpool in Manly, einem Vorort Sydneys

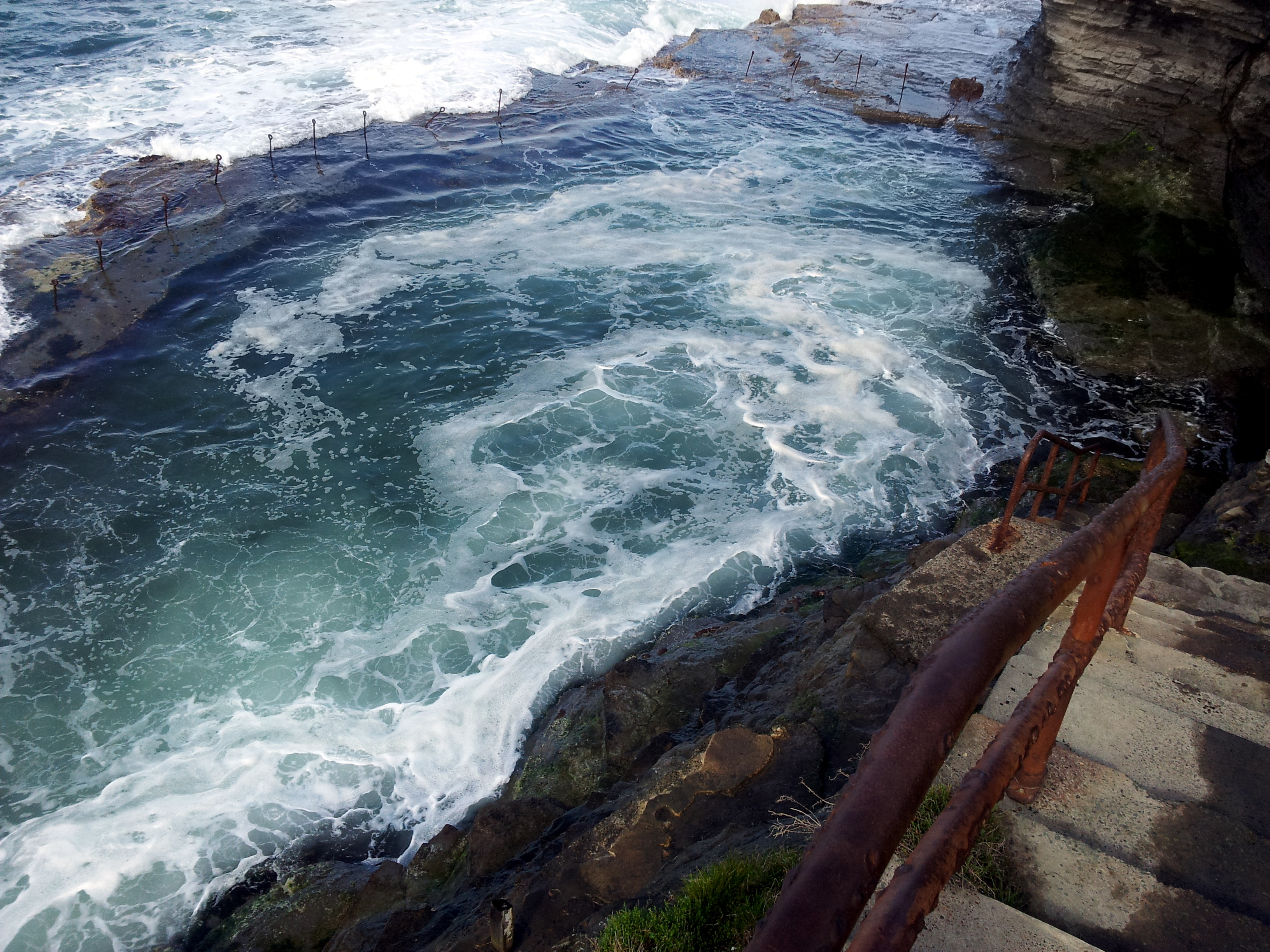
Bogey Hole bei Newcastle

Im australischen Bundesstaat New South Wales gibt es etwa 100 Rockpools, davon befinden sich etwa 44 im Küstengebiet von Sydney mit seinen Vororten. Die Rockpools konzentrieren sich in New South Wales auf die östlichen Vororte und die Northern Beaches von Sydney, auf die Südküste zwischen Illawarra und Shoalhaven und auf die Zentralküste und Newcastle.
Die Rockpools in den Bundesstaaten Victoria und Western Australia erreichen keine nennenswerten Zahlen.
Auf K’gari (Queensland) werden natürliche Felsformationen an der felsigen Küstenlinie, die eine Art Schwimmbecken bilden, als sogenannte Champagne pools bezeichnet.

## Weitere Staaten
Rockpools gibt es auch im Vereinigten Königreich, vereinzelt in den Vereinigten Staaten, in Südafrika, wo sie jedoch im allgemeinen Tidal Pools genannt werden, sowie auf Malta. In New York und Los Angeles in den Vereinigten Staaten gibt es je zwei Rockpools.